# Conchos
Conchos – rzeka w północnym Meksyku o długości 700 km oraz powierzchni dorzecza 77 000 km².
Źródła rzeki Conchos znajdują się w górach Sierra Madre Zachodnia, a uchodzi ona do rzeki Rio Grande. 
Główne dopływy rzeki: 
- Chuviscar,
- Florido.

Większe miasta nad rzeką:
- Cuidad Delicias
- Ciudad Camargo.

Rzeka Conchos jest wykorzystywana do nawadniania upraw oraz do produkcji energii elektrycznej.